# Moulin du Petit-Sault
 (juillet 2011).
Le moulin du Petit-Sault est l'un des derniers moulins à eau du Québec au Canada. Il a été classé monument historique en 1962.

## Identification
- Nom du bâtiment : Moulin à eau du Petit-Sault
- Autre nom : Moulin à eau Robert-Lagacé
- Adresse civique : Route 132
- Municipalité : L'Isle-Verte
- Propriété : Yves Côté

## Construction
- Date de construction : 1823
- Nom du constructeur : Jean-Baptiste Richard et Joseph Rouleau
  - moulange et bluteau : Joseph Nadeau
- Nom du propriétaire initial : Chrysostome Dumas

## Histoire
- Évolution du bâtiment :
- Autres occupants ou propriétaires marquants :
  - vers 1850 : Bernard Massé, maître meunier de Beaumont
  - 1977 : 3 propriétaires
  - 1905 : Herménégile Saint-Laurent, meunier de Saint-Fabien

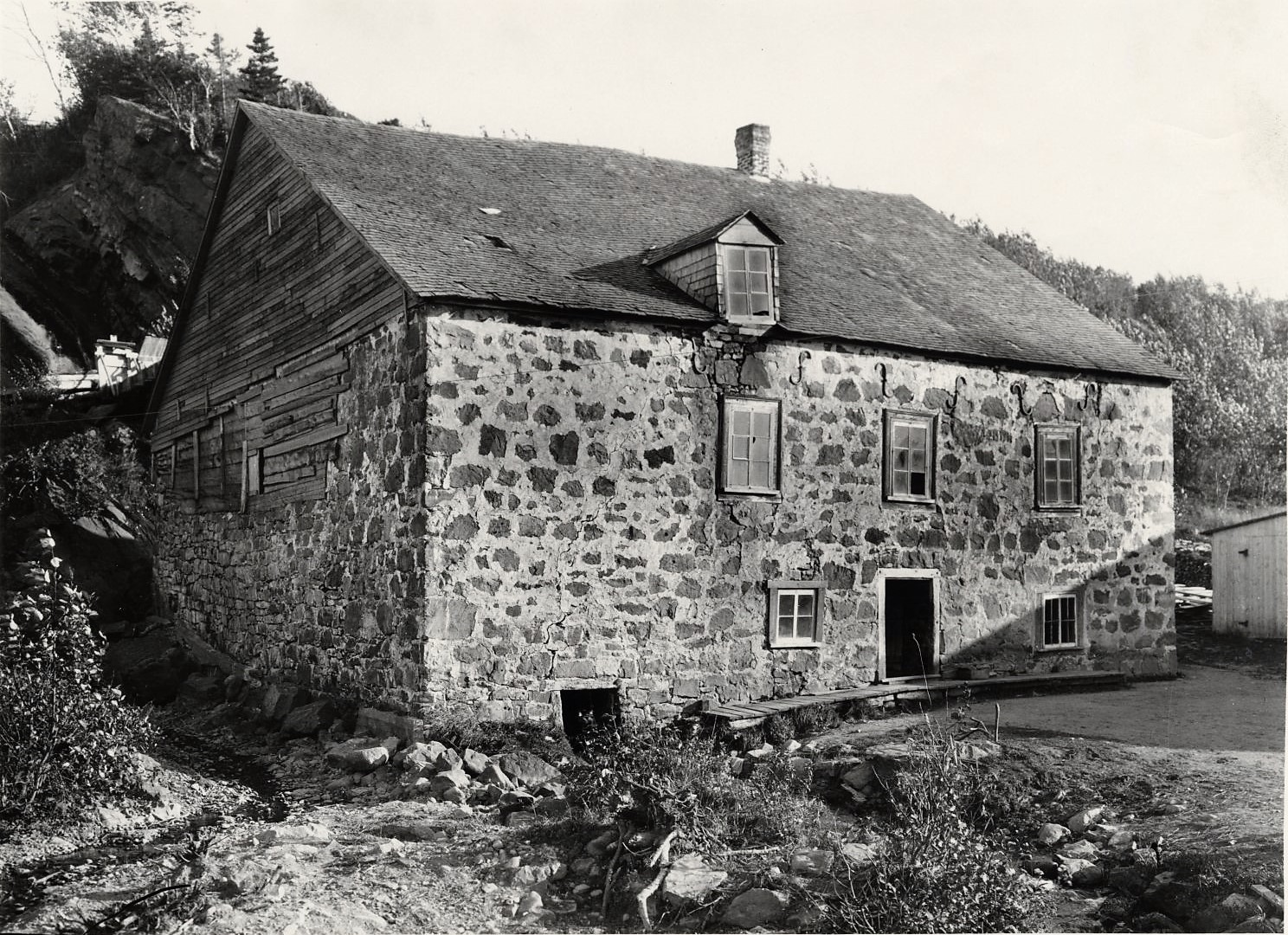
vers 1925
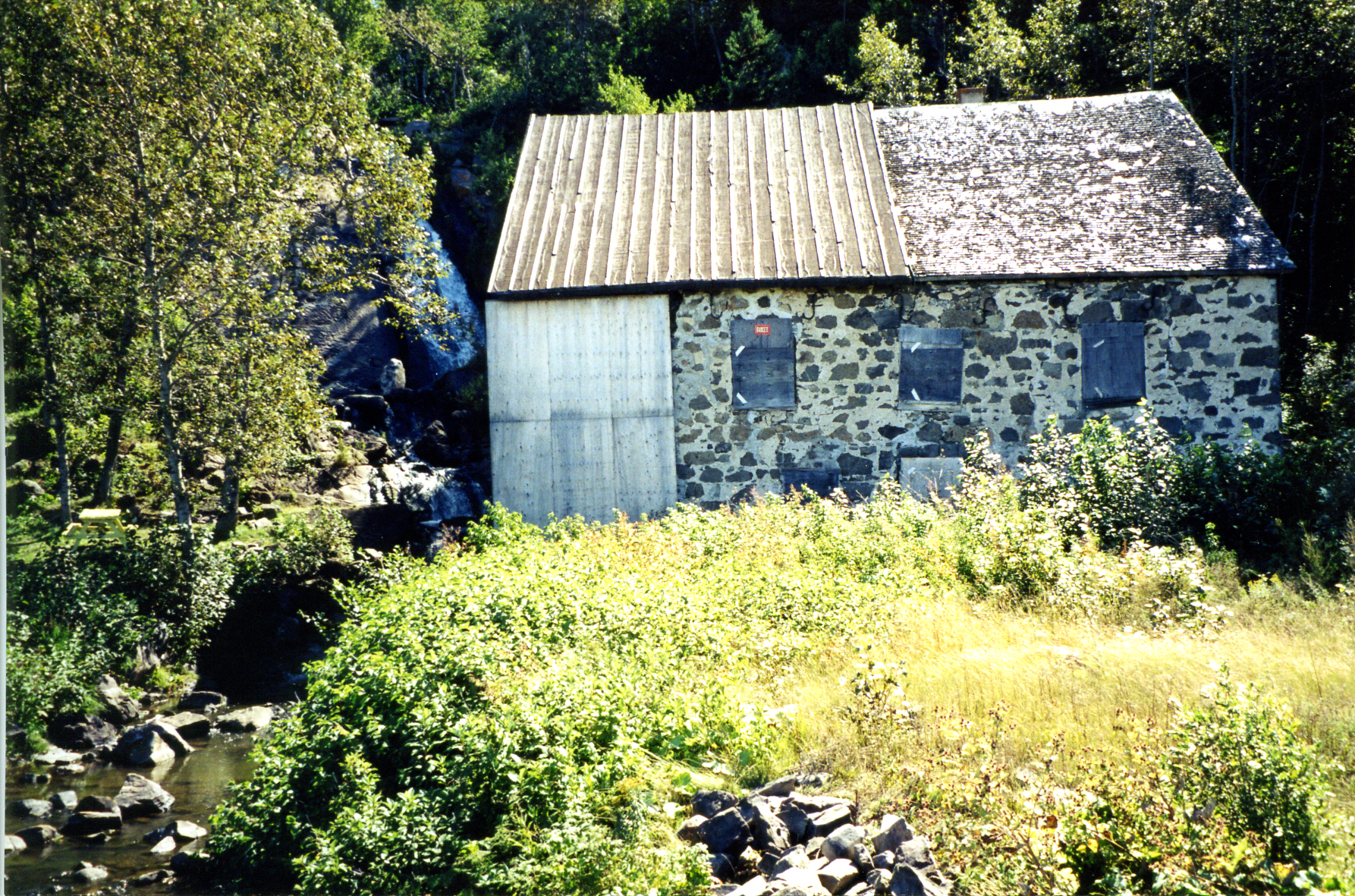
en 2001
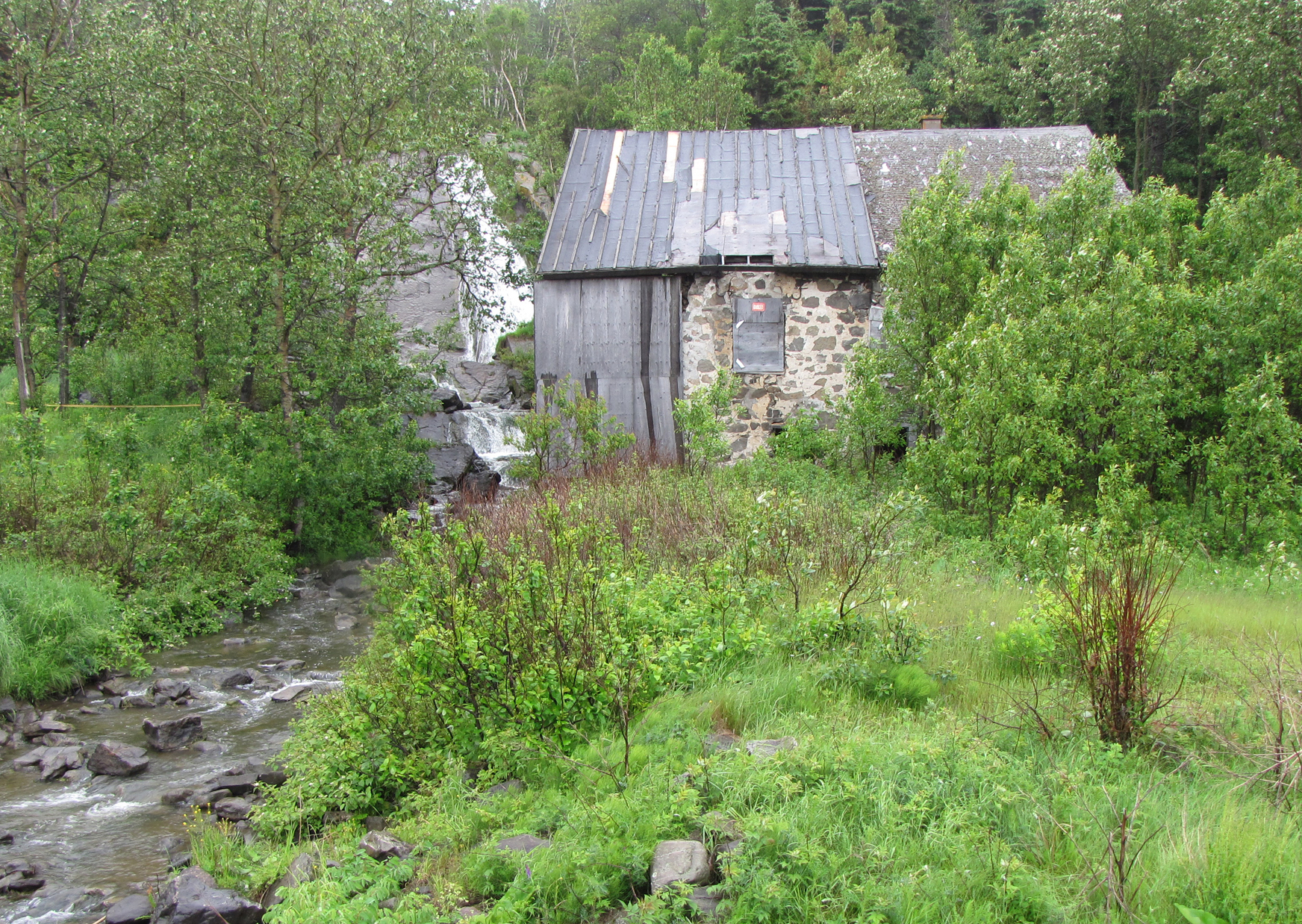
en 2009

Le moulin du Petit-Sault est exploité jusqu'en 1940 où il cesse ses activités. Il est abandonné en 1959 par la famille Saint-Laurent. Il a été classé monument historique le 17 janvier 1962. Avec le temps, une partie du moulin croule et des débris tombent sur le cours d'eau ; ce qui force l'intervention d'une pelle mécanique en 2018

## Mise en valeur
- Constat de mise en valeur : Aucune mise en valeur
- Site d'origine : Oui
- Constat sommaire d'intégrité : Besoin urgent de travaux de protection
- Responsable :